# Phyllachora sasae
Phyllachora sasae är en svampart som beskrevs av I. Hino & Katum. 1961. Phyllachora sasae ingår i släktet Phyllachora och familjen Phyllachoraceae.   Inga underarter finns listade i Catalogue of Life.